# Wilfried Zaha
Dazet Wilfried Armel Zaha (* 10. listopadu 1992 Abidžan) je profesionální fotbalista z Pobřeží slonoviny, který hraje na pozici křídelníka či útočníka za turecký klub Galatasaray SK a za národní tým Pobřeží slonoviny.

## Klubová kariéra
Zaha je odchovancem Crystal Palace. V A-týmu debutoval 27. března 2010, když odehrál 10 minut utkání proti Cardiffu City poté, co vystřídal Sterna Johna. Během 3 sezón v Selhurst Parku vstřelil 18 gólů ve všech soutěžích. V lednu 2013 přestoupil do Manchesteru United za poplatek ve výši asi 10 milionů liber (stal se nejdražším prodaným hráčem Crystal Palace). Zaha zůstal na hostování v Palace až do konce sezóny a pomohl klubu vrátit se do Premier League. Po neúspěšné sezóně 2013/14 v Manchesteru United (většinu sezóny strávil na hostování ve velšském Cardiffu City) se Zaha v srpnu 2014 vrátil do Palace na sezonní hostování a v únoru 2015 se vrátil do klubu natrvalo. K listopadu 2021 je 12. nejlepším střelcem v historii klubu.

## Reprezentační kariéra
Zaha se narodil v Pobřeží slonoviny, ale od svých čtyř let vyrůstal v Anglii. V národním týmu Anglie debutoval v roce 2012, když nastoupil do dvou přátelských zápasů. Poté, co nebyl 4 roky povolán do anglické reprezentace, přijmul v roce 2017 pozvánku do reprezentace Pobřeží slonoviny.

## Statistiky

### Klubové
K 6. listopadu 2021
| Klub                 | Sezóna  | Liga           | Liga   | Liga | FA Cup | FA Cup | EFL Cup | EFL Cup | Ostatní | Ostatní | Celkem | Celkem |
| Klub                 | Sezóna  | Liga           | Zápasy | Góly | Zápasy | Góly   | Zápasy  | Góly    | Zápasy  | Góly    | Zápasy | Góly   |
| -------------------- | ------- | -------------- | ------ | ---- | ------ | ------ | ------- | ------- | ------- | ------- | ------ | ------ |
| Crystal Palace       | 2009/10 | Championship   | 1      | 0    | 0      | 0      | 0       | 0       | —       | —       | 1      | 0      |
| Crystal Palace       | 2010/11 | Championship   | 41     | 1    | 1      | 0      | 2       | 0       | —       | —       | 44     | 1      |
| Crystal Palace       | 2011/12 | Championship   | 41     | 6    | 0      | 0      | 7       | 3       | —       | —       | 48     | 9      |
| Crystal Palace       | 2012/13 | Championship   | 46     | 8    | 2      | 0      | 2       | 0       | —       | —       | 50     | 8      |
| Crystal Palace       | 2014/15 | Premier League | 31     | 4    | 3      | 0      | 1       | 0       | —       | —       | 35     | 4      |
| Crystal Palace       | 2015/16 | Premier League | 34     | 2    | 6      | 2      | 3       | 1       | —       | —       | 43     | 5      |
| Crystal Palace       | 2016/17 | Premier League | 35     | 7    | 0      | 0      | 2       | 0       | —       | —       | 37     | 7      |
| Crystal Palace       | 2017/18 | Premier League | 29     | 9    | 0      | 0      | 0       | 0       | —       | —       | 29     | 9      |
| Crystal Palace       | 2018/19 | Premier League | 34     | 10   | 2      | 0      | 0       | 0       | —       | —       | 36     | 10     |
| Crystal Palace       | 2019/20 | Premier League | 38     | 4    | 0      | 0      | 1       | 0       | —       | —       | 39     | 4      |
| Crystal Palace       | 2020/21 | Premier League | 30     | 11   | 1      | 0      | 0       | 0       | —       | —       | 31     | 11     |
| Crystal Palace       | 2021/22 | Premier League | 10     | 4    | 0      | 0      | 1       | 0       | —       | —       | 11     | 4      |
| Crystal Palace       | Celkem  | Celkem         | 370    | 66   | 15     | 2      | 19      | 4       | 0       | 0       | 404    | 72     |
| Manchester United    | 2013/14 | Premier League | 2      | 0    | 0      | 0      | 1       | 0       | 1       | 0       | 4      | 0      |
| Manchester United    | 2014/15 | Premier League | 0      | 0    | —      | —      | 0       | 0       | —       | —       | 0      | 0      |
| Manchester United    | Celkem  | Celkem         | 2      | 0    | 0      | 0      | 1       | 0       | 1       | 0       | 4      | 0      |
| Cardiff City (host.) | 2013/14 | Premier League | 12     | 0    | 1      | 0      | —       | —       | —       | —       | 13     | 0      |
| Celkem               | Celkem  | Celkem         | 384    | 66   | 16     | 2      | 20      | 4       | 1       | 0       | 421    | 72     |

### Reprezentační
K 11. říjnu 2021
| Anglie            | Anglie | Anglie |
| Rok               | Zápasy | Góly   |
| ----------------- | ------ | ------ |
| 2012              | 1      | 0      |
| 2013              | 1      | 0      |
| Celkem            | 2      | 0      |
| Pobřeží slonoviny |        |        |
| 2017              | 8      | 2      |
| 2018              | 1      | 0      |
| 2019              | 8      | 3      |
| 2020              | 1      | 0      |
| 2021              | 3      | 0      |
| Celkem            | 21     | 5      |

#### Reprezentační góly
K 11. říjnu 2021. Skóre a výsledky Pobřeží slonoviny jsou vždy zapisovány jako první.
| Gól | Datum            | Místo                                    | Soupeř   | Skóre | Výsledek | Soutěž                    |
| --- | ---------------- | ---------------------------------------- | -------- | ----- | -------- | ------------------------- |
| 1.  | 11. ledna 2017   | Zayed Sports City Stadium, Abú Zabí, SAE | Uganda   | 2:0   | 3:0      | Přátelský zápas           |
| 2.  | 24. března 2017  | Krasnodar Stadium, Krasnodar, Rusko      | Rusko    | 2:0   | 2:0      | Přátelský zápas           |
| 3.  | 1. července 2019 | 30 June Stadium, Káhira, Egypt           | Namibie  | 3:1   | 4:1      | Africký pohár národů 2019 |
| 4.  | 8. července 2019 | Suez Stadium, Suez, Egypt                | Mali     | 1:0   | 1:0      | Africký pohár národů 2019 |
| 5.  | 13. října 2019   | Stade de la Licorne, Amiens, Francie     | DR Kongo | 3:1   | 3:1      | Přátelský zápas           |

## Ocenění

### Klubová

#### Crystal Palace
- FA Cup: 2015/16 (druhé místo)[19]

#### Manchester United
- Community Shield: 2013[20]

### Individuální
- Mladý hráč měsíce EFL Championship: říjen 2012[21]
- Mladý hráč roku EFL Championship: 2013
- Jedenáctka sezóny EFL Championship: 2012/13[22]
- Hráč roku Crystal Palace: 2015/16,[23] 2016/17,[24] 2017/18[25]
- Hráč měsíce Premier League: duben 2018[26]